# Dmitri Moukhomediarov
Dmitri Moukhomediarov, né le 24 mai 1999 à Kopeïsk, est un coureur cycliste russe, évoluant à la fois sur route et sur piste. 

## Palmarès sur route
- 2017
  - Prologue et 2eb étape du Tour du Pays de Vaud
- 2018
  - 3e du Tour d'Alicante

## Palmarès sur piste

### Championnats du monde
- Pruszków 2019
  - 14e de la poursuite par équipe[1]

### Championnats du monde juniors
- Montichiari 2017
  -  Champion du monde de poursuite par équipes juniors (avec Gleb Syritsa, Ivan Smirnov et Lev Gonov)

### Coupe du monde
- 2017-2018
  - 3e de la poursuite par équipes à Minsk

### Championnats d'Europe
| Édition / Épreuve     | Poursuite par équipes               |
| Anadia 2017 (juniors) | Or (avec Gonov, Smirnov et Syritsa) |
| Aigle 2018 (espoirs)  | Bronze                              |
| Gand 2019 (espoirs)   | Or (avec Gonov, Smirnov et Syritsa) |

### Jeux européens
| Édition / Épreuve | Course aux points |
| Minsk 2019        | Bronze            |

### Championnats de Russie
- 2017
  - 2e de la poursuite par équipes
- 2018
  - 2e de la poursuite par équipes
- 2021
  - 3e de la poursuite par équipes